# Єнс Бергенстен
Єнс Бергенстен (швед. Jens Bergensten), також відомий як jeb_ — шведський геймдизайнер, співробітник компанії Mojang, провідний розробник гри Minecraft.

## Біографія
Єнс Бергенстен народився 18 травня 1979 року у місті Еребру, що у Швеції.
До 21 року він був картографом і модером шутера Quake III Arena від першої особи.
У 2011 році Єнс Бергенстен приєднався до компанії Mojang, почавши з розробки гри Scrolls, а незабаром став брати все більш активну участь в розробці Minecraft. У грудні того ж року Маркус Перссон, також відомий в геймерському середовищі як Notch, скинув із себе керівництво проєктом Minecraft, передавши його Єнсу Бергенстену.
У 2013 році Бергенстен і Перссон були включені в список 100 найбільш впливових людей планети за 2013 рік за версією журналу «Time».